# 기업경기조사
기업경기조사란 기업의 매출, 생산 등 주요경영활동의 결과와 전망에 대해 설문조사하여 그 결과를 지수화함으로써 산출한 통계를 말한다. 기업경기조사를 통해 산출된 지표를 기업경기실사지수(BSI: Business Survey Index)라고 하며 대한민국에서는 한국은행, 전경련 등에서 산출하고 있다. 일반적인 국민소득, 국제수지, 물가 통계 등의 통계가 생산량, 매출액, 가격 등 계량화된 수치를 묻는 객관적인 양적통계인데 비해 기업경기조사는 좋고 나쁨을 묻는 질적통계로 심리적인 측면의 영향을 많이 받는 특징이 있다. 그달치 통계결과가 그달에 공표되는 속보성과, 실제 경기지표와의 높은 상관관계 등으로 경기지표로서의 중요성이 날로 증대되고 있으며 주요 선진국에서도 많이 활용되고 있다. 대한민국에서는 대부분 각 조사항목에 대한 설문을 3점 척도(긍정, 보통, 부정)로 응답한 결과를 바탕으로 아래 산식에 의해 지수를 산출한다. BSI=(긍정응답업체수-부정응답업체수)/전체응답업체수× 100 + 100. BSI 지수값은 위의 산식에 의거 모두 0에서 200까지의 값을 갖게 되며 긍정적인 답변과 부정적인 답변의 비중이 같을 때 100이 되는데 이때 이 100을 기준치라 한다. 100을 기준으로 지수가 100보다 크면 조사항목에 대해 긍정적으로 생각하는 업체(또는 가구)가 부정적으로 생각하는 업체보다 많다는 것을 의미한다.